# Семейство (Древен Египет)
Вижте пояснителната страница за други значения на Семейство.
За любовта към земята на Египет („Скъпата земя“), обичта към семейството е една от типичните черти на египтяните. Желанието за единение в брака намира израз в любовната поезия, а Египет е една от малкото цивилизации, в които бракът не е само формален договор, наложен от традицията. Семейството заема важно място в египетското общество — родовете се вписват в служебни държавни регистри, а установената практика повелява синът да наследи земите и занаята на баща си. При все това върховната собственост върху земята притежава фараонът, който има право да промени поминъка на един род, но синът също е можел, според волята си, да се насочи към занаят, различен от този на своя баща. Цялото семейство — жената, децата и роднините образуват една общност в занаятчийската гилдия, а държавата признавала първенството на първородното дете (независимо от неговия пол) спрямо другите членове на неговото семейство, като отговорността за хода на работата и плащането на данъците се падала на него. В статуите, живописта и релефните изображения е увековечена обичта на съпрузите един към друг — виждаме ги прегърнати, а до тях — децата им; те се грижат заедно за домакинството и обучението на своите деца, заедно отиват на лов из блатистите местности, заедно си почиват в градината. Богатите семейства понякога имали и роби, но обикновено слугите им били свободни и получавали възнаграждение от домашното имущество. Прислугата в дома на висшите сановници (виж Държавни служители) можела да бъде многобройна – това били виночерпци (убау), които сервирали на господарската маса, но те можели да бъдат и същински довереници. Шемсу, обутите в сандали слуги, носели сламеника, върху който господарят седял по време на обиколките из своите имения.